# Williamstown (hrabstwo Berkshire)
Williamstown – jednostka osadnicza w Stanach Zjednoczonych, w stanie Massachusetts, w hrabstwie Berkshire.